# Faubourg Saint-Antoine
Pour les articles homonymes, voir Saint-Antoine.
Le faubourg Saint-Antoine est l’un des anciens faubourgs de Paris.

## Situation
Le faubourg se trouvait dans l'actuel 11e arrondissement. Il s'organisait autour de deux axes principaux : la rue du Faubourg-Saint-Antoine, axe principal du faubourg, la rue de Charonne, qui menait vers le village de Charonne et la rue de Charenton qui menait vers les villages de Bercy et Charenton-le-Pont.

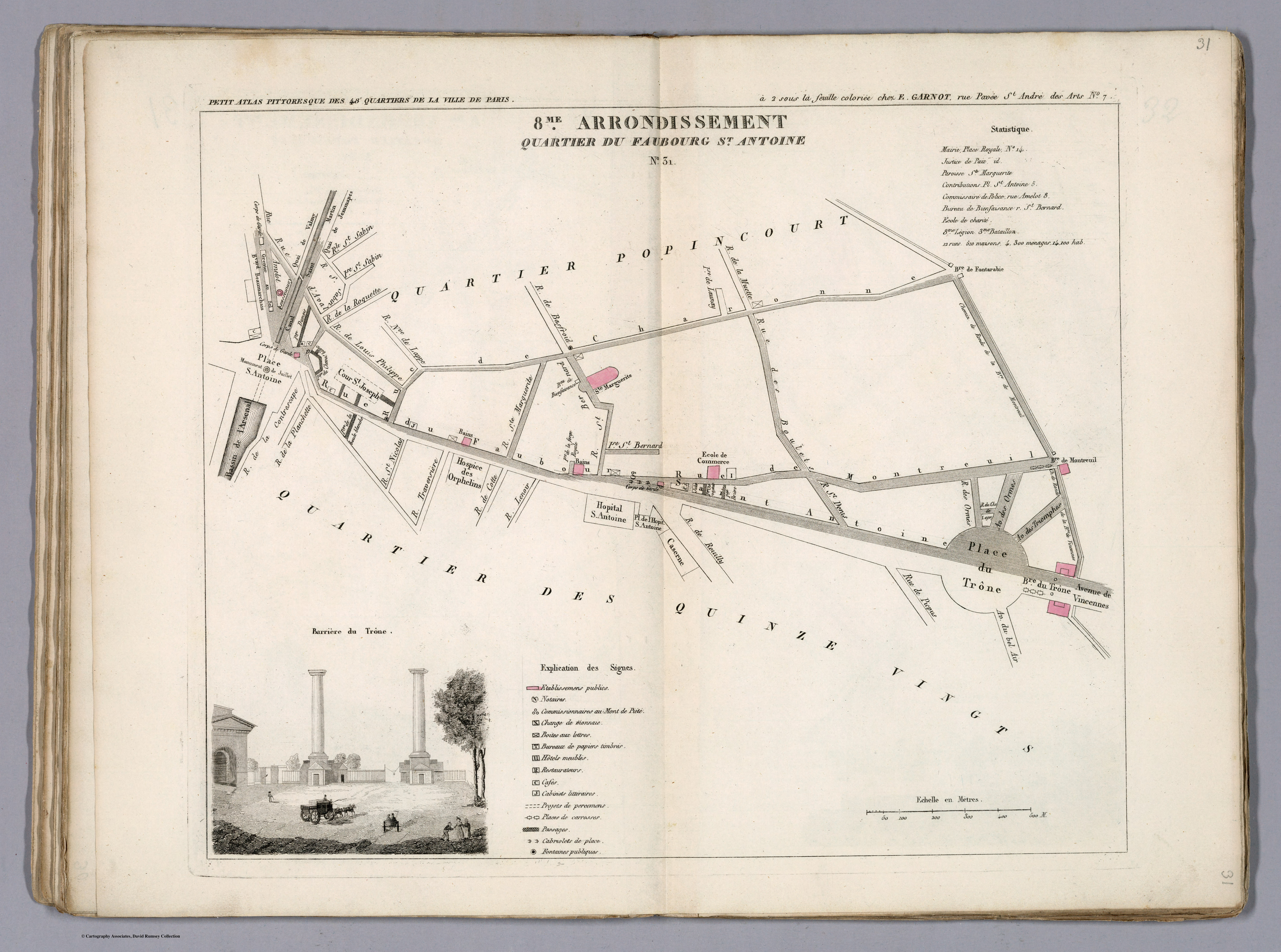
Plan du quartier du Faubourg Saint-Antoine dans l'ancien 8e arrondissement en 1834.

## Historique

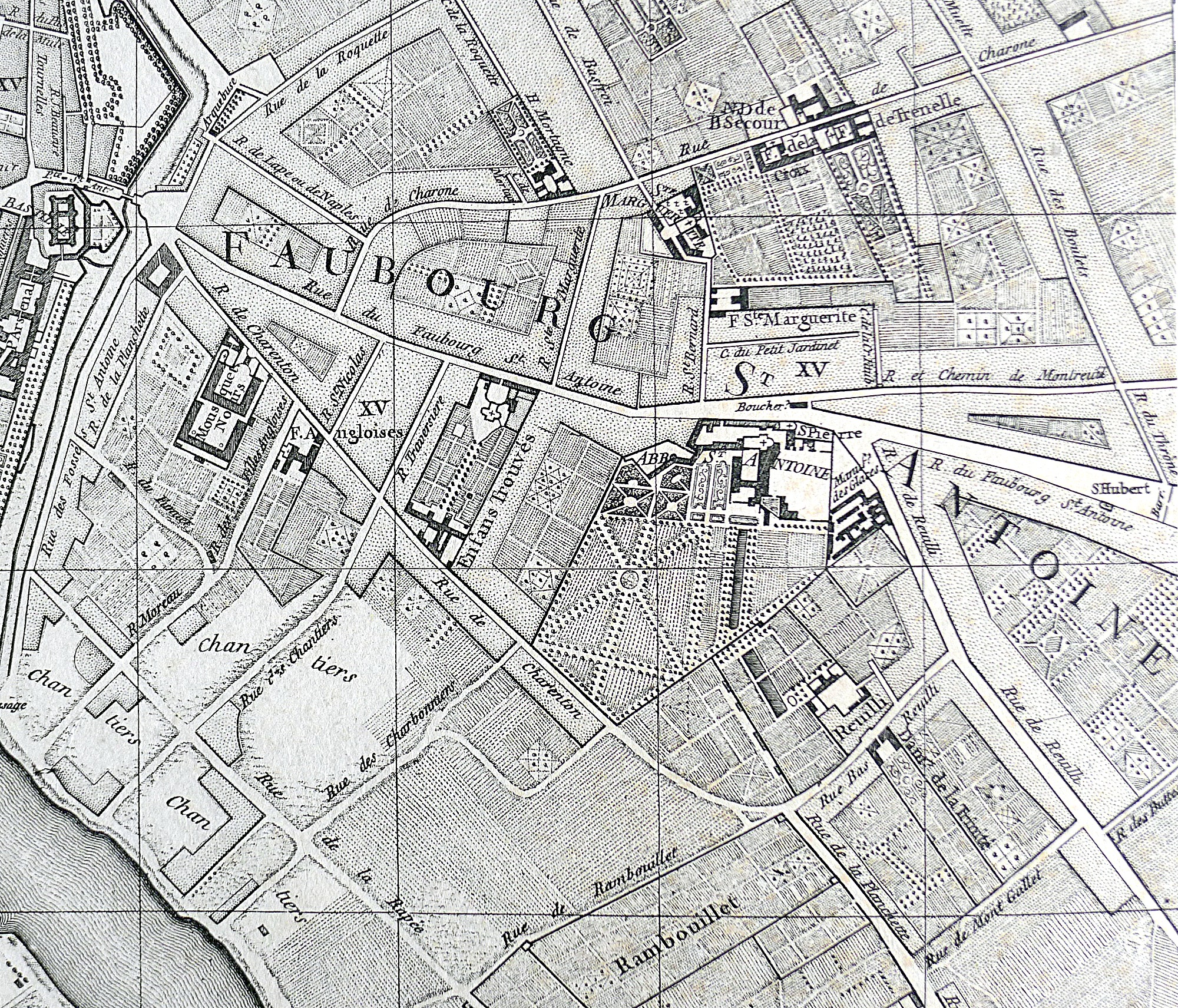
Le faubourg Saint-Antoine sur le plan de Vaugondy, en 1760.

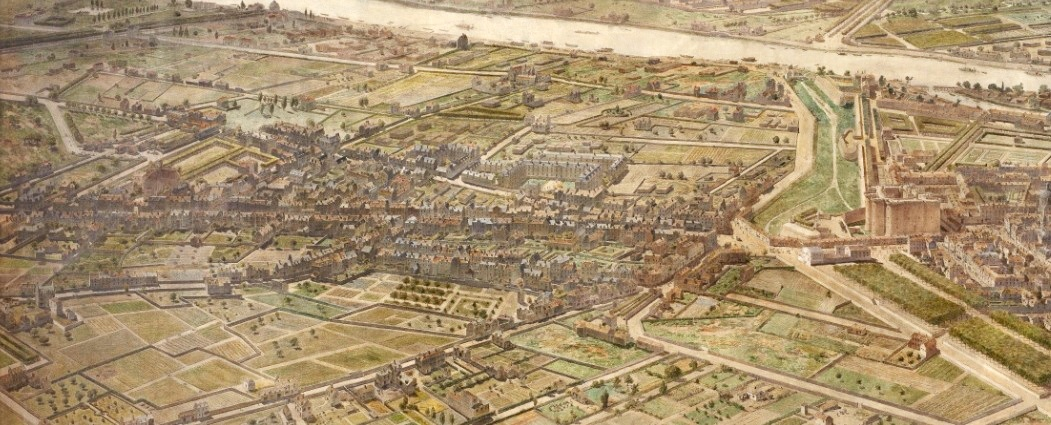
Le faubourg Saint-Antoine vu à vol d'oiseau depuis le nord, tel qu'en 1789, par Fedor Hoffbauer.

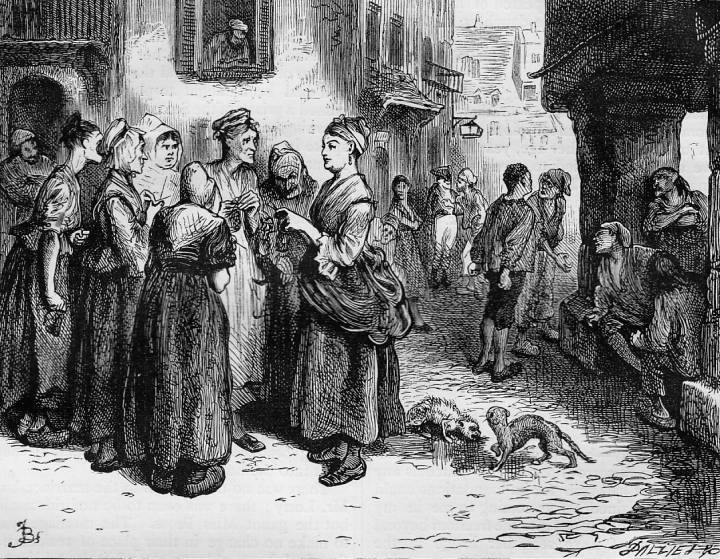
Le faubourg ouvrier imaginé à la fin du XIX.

Cette agglomération était proche de l’abbaye Saint-Antoine-des-Champs et s’est développée sous la protection de ses abbesses.
L’histoire du faubourg Saint-Antoine se confond longtemps avec celle de son artère centrale, la rue du Faubourg-Saint-Antoine, qui était un prolongement extra muros de la rue Saint-Antoine. La rue Saint-Antoine mène vers l'abbaye à partir du centre de Paris. La délimitation entre les deux rues était à l'origine à l'emplacement des murs de Paris, et tout ce qui était à l'extérieur des murs (extra muros) était appelé faubourg.
Le 2 juillet 1652, la bataille du faubourg Saint-Antoine a lieu entre l'armée royale, commandée par Turenne, et les troupes de la Fronde, commandées par Condé.
En 1712, le faubourg, qui relevait jusqu'alors de Saint-Paul, est érigé en paroisse Sainte-Marguerite.
Charles Tabourin fonde, en 1713, rue de Lappe, une communauté enseignante janséniste qui essaime dans les écoles de charité du quartier.
La faubourg Saint Antoine est un des foyers d'où naît la Révolte de mai 1750 contre Louis XV. Fin avril 1789, il est agité par l'Affaire Réveillon.
Durant la Révolution, le faubourg porte le nom de « Faubourg-de-Gloire ».
Durant les Trois Glorieuses, le faubourg fut le théâtre d'affrontement entre les insurgés et la troupe.
Au XIXe siècle le quartier est un haut lieu de fabrication de meubles, et de l'ébénisterie, avec de nombreux ateliers et plus de 13000 ouvriers travaillant dans ce domaine.
Le faubourg Saint Antoine constitue aujourd’hui l’un des nombreux quartiers de Paris. Sa vocation pour l’ameublement reste une réalité : magasins de vente de meuble, ateliers d’ébénistes, etc. On y trouve aussi le siège d’organisations professionnelles du meuble ainsi que des centres de formation, tels que l’École Boulle (rue Pierre-Bourdan) ou l'école de la Bonne Graine.